# Departamento de Tundama (Boyacá)
Tundama fue uno de los cuatro primigenios departamentos en que se dividía el Estado Soberano de Boyacá (Colombia). Fue creado el 31 de octubre de 1857, a partir de la mayor parte del territorio de la provincia de Tundama, mediante la convención constituyente del Estado. Tenía por cabecera a la ciudad de Santa Rosa.

## División territorial
El departamento al momento de su creación (1857) estaba dividido en los distritos de Santa Rosa (capital), Belén, Cerinza, Sativanorte, Sativasur, La Paz, Tutazá, Floresta, Busbanzá, Betéitiva, Corrales, Sogamoso, Nobsa, Duitama, Paipa, Firavitoba, Tibasosa, Pesca, Tota, Cuítiva, Iza, Puebloviejo, Monguí, Tópaga, Mongua, Gámeza, Tasco, Socha, Socotá, Jericó, Chita, El Cocuy, Güicán, Panqueba, Espino, Guacamayas, Chiscas, Capilla, Úmbita, Boavita, Soatá, Susacón y Covarachía.
En 1863 los distritos de Soatá, Boavita, El Cocuy, Covarachía, Chiscas, Chita, Espino, Guacamayas, Güicán, Jericó, La Paz, Panqueba, Salina, Sácama, Sativanorte, Sativasur y Susacón fueron trasladados al departamento del Norte.